# Hipparchia albipuncta
Hipparchia albipuncta är en fjärilsart som beskrevs av Peerdeman 1962. Hipparchia albipuncta ingår i släktet Hipparchia och familjen praktfjärilar. Inga underarter finns listade i Catalogue of Life.